# PB (pistola)
A PB (em russo:  Пистолет бесшумный, transl. Pistolet besshumnyy, lit. 'Pistola Silenciosa'; índice GRAU 6P9) é uma pistola semiautomática soviética integralmente silenciada desenvolvida e fabricada pela Usina Mecânica de Izhevsk, com base na pistola Makarov; desde a fusão da Usina Mecânica de Izhevsk e da Usina de Construção de Máquinas de Izhevsk para formar a Kalashnikov Concern em 2013, a Kalashnikov Concern continuou a fabricar a PB. A arma entrou em serviço em 1967.

## Projeto e recursos
A PB usa um silenciador integral, que, diferentemente da maioria dos sistemas similares, consiste em duas partes. Isso permite que a pistola seja transportada e mantida escondida sem a seção frontal do silenciador acoplada, e que o silenciador seja rapidamente implantado antes do uso. A pistola também pode ser disparada com segurança sem a seção frontal acoplada, o que pode ser importante em situações críticas. Quando disparada assim, a PB soa semelhante a uma pistola Makarov comum. O silenciador destacado é transportado em um compartimento especial do coldre, que é projetado especialmente para a PB.
O mecanismo de disparo e o projeto da PB são baseados no da pistola Makarov. Como a parte frontal do cano é coberta pelo silenciador, a corrediça é muito curta, de modo que não permite colocar uma mola de retorno nele. Por essa razão, a mola fica no punho e atua na corrediça por meio de uma alavanca longa.
A alça e massa de mira são fixas. Ela usa carregadores padrão de 8 cartuchos da pistola Makarov.

## Operadores
- Bielorrússia: Usada para execuções[6][7]
- Rússia: Usada pela Spetsnaz, Grupo Alpha e, supostamente, a Vympel durante missões antiterrorismo[8]
- Ucrânia[9]

### Operadores antigos
- União Soviética: Usado pela KGB, unidades especiais do Ministério de Assuntos Internos (OMON) e grupos de reconhecimento do Exército Soviético[5]